# Gangster (film)
Gangster är en svensk drama- och kriminalfilm från 2007. Den är skriven och regisserad av Steve Aalam.

## Handling
Filmen handlar om krögaren Antonio Moro (Peter Gardiner), som arbetar för maffiabossen Thomas Ståhl (Mikael Persbrant), som med järnhand styr Stockholms undre värld samt kriminalpolisen Kent Lundstedt (Kjell Bergkvist) som försöker få fast skurkarna.

## Mottagande
Drygt 780 röstande på den internationella filmportalen Internet Movie Database (IMDb) har gett filmen mycket låga betyg: 2,6 i medelbetyg på en skala från 1 till 10 (november 2018).

## I rollerna
- Mikael Persbrandt - Thomas Ståhl
- Kjell Bergqvist - Kommissarie Kent
- Peter Gardiner - Antonio
- Zara Zetterqvist - Tanya
- Malou Hansson - Nathalie
- Jenny Lampa - Jasmin
- Lukas Loughran - Alexander
- Aliette Opheim - Anette
- Mats Helin - Andy
- Martin Aliaga - Semir
- Tomas Glaving - Micke
- Mikael Göransson - Frank
- Yohanna Idha - Josephine
- Dragomir Mrsic - Dragan
- Erich Silva - Muhammed
- Pia Green - Greta